# Hemicamenta jokona
Hemicamenta jokona är en skalbaggsart som beskrevs av Moser 1917. Hemicamenta jokona ingår i släktet Hemicamenta och familjen Melolonthidae. Inga underarter finns listade i Catalogue of Life.